# Președintele Estoniei
Președintele Estoniei (în estonă Eesti Vabariigi President) este șeful de stat al Estoniei. Acesta este un post mai degrabă onorific, neavând putere executivă. Este ales de Parlamentul Estoniei pentru un mandat de cinci ani. Cel care ocupă funcția de președinte poate fi reales o singură dată de către parlament.